# Kantonale Volksabstimmung «Nennung der Nationalitäten in Meldungen der Polizei und Justizbehörden»
Die Kantonale Volksabstimmung «Nennung der Nationalitäten in Meldungen der Polizei und Justizbehörden» war eine Volksabstimmung im Schweizer Kanton Solothurn, die am 11. März 2012 stattfand. Inhalt der Abstimmung war die obligatorische Nennung der Nationalität von Tätern und Tatverdächtigen in Polizeimeldungen.

## Hintergründe und Inhalt
Bereits vor der Abstimmungen war es der Polizei und Justizbehörde möglich, in Meldungen die Nationalität eines Täters oder Tatverdächtigen anzugeben. Ziel der Abstimmungsvorlage war die gesetzliche Verankerung einer Nennung in allen Meldungen, um dem Volk eine Transparenz «aus welchen Ländern die Leute kommen, welche […] die Sicherheit beeinträchtigen» zu geben.
Die Gegner der Vorlage argumentierten mit einer Bevormundung der Behörden, nicht mehr nach eigenem Ermessen über die Angabe der Nationalität entscheiden zu können, sowie der Diskriminierung von Ausländern und der Verletzung von Persönlichkeitsrechten. Letzter Punkt wurde von der Befürwortern mit der Begründung abgewiesen, dass eine Nennung der Nationalität keinen Rückschluss auf ein bestimmtes Individuum zulasse und somit auch nicht die Persönlichkeitsrechte verletze. Auch das nach Art. 8 Abs. 2 der Bundesverfassung festgelegte Diskriminierungsverbot werde nicht gebrochen, da nur rund die Hälfte der Straftaten von Ausländern begangen werden und somit Schweizer gleichermassen von der geplanten Gesetzesänderung betroffen wären.
Ein weiterer Punkt der Gegner war die Unverhältnismässigkeit, da bei Annahme der Vorlage auch bei kleineren Delikten wie Trunkenheit oder Ruhestörungen fortan die Nationalität genannt werden müsste.
Nicht betroffen von der Initiative ist die Entscheidung, ob über eine Straftat eine Polizeimeldung veröffentlicht wird oder nicht. Dadurch kann die in der Bundesverfassung Absatz 5 festgelegte Rechtsnorm «Staatliches Handeln muss im öffentlichen Interesse liegen und verhältnismässig sein» weiterhin eingehalten werden. Nach Argumentation der Gegner könne dieser Umstand dazu führen, dass sich die Polizei aufgrund der Pflichtangabe der Nationalität bewusst von einer Meldung absehen könnte.
Befürworter und Gegner sind sich nicht einig darüber, ob die geplante Gesetzesänderung verfassungskonform sei oder nicht. Ein erstelltes Rechtsgutachten von Thomas Fleiner, em. Professor für Staats- und Verwaltungsrecht an der Universität Zürich, sieht die Initiative als nicht umsetzbar.

## Abstimmungsergebnis
Alle Bezirke des Kantons nahmen die Vorlage an. Den höchsten Ja-Stimmen-Anteil erhielt die Vorlage dabei vom Bezirk Thal mit 76,42 Prozent, den tiefsten Ja-Stimmen-Anteil vom Bezirk Solothurn mit 54,41 Prozent. Die Wahlbeteiligung lag zwischen 34,5 Prozent im Bezirk Thierstein und 43,5 Prozent im Bezirk Dorneck. Von den insgesamt vier kantonalen Volksabstimmungen im Kanton Solothurn an diesem Tag, erreichte diese den tiefsten Ja-Stimmen Anteil.
| Bezirk      | Stimmbeteiligung | Ja (Prozent) | Nein (Prozent) | Annahme |
| ----------- | ---------------- | ------------ | -------------- | ------- |
| Bucheggberg | 42,3 %           | 69,4 %       | 30,6 %         | Ja      |
| Dorneck     | 36,2 %           | 63,8 %       | 36,2 %         | Ja      |
| Gäu         | 36,5 %           | 75,4 %       | 24,6 %         | Ja      |
| Gösgen      | 38,2 %           | 72,6 %       | 27,4 %         | Ja      |
| Lebern      | 37,6 %           | 71,9 %       | 28,1 %         | Ja      |
| Olten       | 40,0 %           | 71,1 %       | 28,9 %         | Ja      |
| Solothurn   | 43,4 %           | 54,4 %       | 45,6 %         | Ja      |
| Thal        | 37,9 %           | 76,4 %       | 23,6 %         | Ja      |
| Thierstein  | 34,5 %           | 70,3 %       | 29,7 %         | Ja      |
| Wasseramt   | 39,5 %           | 72,6 %       | 27,4 %         | Ja      |
| Total (10)  | 39,2 %           | 70,2 %       | 29,8 %         | Ja      |

## Abstimmungsvorlage
Kantonsratsbeschluss vom 10. Mai 2011, Nr. VI 028/2011
Umsetzung der Volksinitiative zur «Nennung der Nationalitäten in Meldungen der Polizei und Justizbehörden»:

1. Änderung des Gesetzes über die Kantonspolizei;

2. Änderung des Einführungsgesetzes zur Schweizerischen Strafprozessordnung und zur Schweizerischen Jugendstrafprozessordnung

Der Kantonsrat von Solothurn, gestützt auf Artikel 29 Absatz 1 Buchstabe b, Artikel 32 Absatz 2 sowie Artikel 71 Absatz 1 der Verfassung des Kantons Solothurn (KV) vom 8. Juni 19861), nach Kenntnisnahme von Botschaft und Entwurf des Regierungsrates vom 15. März 2011 (RRB Nr. 2011/566), beschliesst:
I.

Das Gesetz über die Kantonspolizei (KapoG) vom 23. September 19902) wird wie folgt geändert:
§ 29. Als Absatz 1bis wird eingefügt:

1bis Die Kantonspolizei hat in Meldungen über sicherheitspolizeiliche und verwaltungspolizeiliche Tätigkeiten sowie über Tätigkeiten im Rahmen der Vollzugshilfe unter Vorbehalt des übergeordneten eidgenössischen und kantonalen Rechts die Nationalität oder die Herkunftsregion der Betroffenen zu nennen.
§ 29 Absatz 2 lautet neu:

2 Die Information über Strafverfahren richtet sich nach den §§ 9bis und 9ter des Einführungsgesetzes zur Schweizerischen Strafprozessordnung und zur Schweizerischen Jugendstrafprozessordnung (EG StPO) vom 10. März 20103).
II.

Das Einführungsgesetz zur Schweizerischen Strafprozessordnung und zur Schweizerischen Jugendstrafprozessordnung (EG StPO) vom 10. März 20104) wird wie folgt geändert:
Als § 9bis wird eingefügt:

§ 9bis.
Orientierung der Öffentlichkeit über Strafverfahren nach Bundesrecht

Die Orientierung der Öffentlichkeit über Strafverfahren nach Bundesrecht richtet sich nach Artikel 74 der Schweizerischen Strafprozessordnung (Strafprozessordnung, StPO) vom 5. Oktober 20075).
Als § 9ter wird eingefügt:

§ 9ter. Orientierung der Öffentlichkeit über Verfahren nach kantonalem Strafrecht

Die Strafbehörden haben in Meldungen über Verfahren nach dem Strafrecht des Kantons und der Gemeinden unter Vorbehalt des übergeordneten eidgenössischen und kantonalen Rechts die Nationalität oder die Herkunftsregion von Tätern und Tatverdächtigen zu nennen.
III.

Empfehlung des Kantonsrates:

Der Kantonsrat empfiehlt dem Volk, die Umsetzung der Volksinitiative anzunehmen.
IV.

Der Regierungsrat bestimmt das Inkrafttreten.